# Michael Christie
Michael Christie (Buffalo, 30 giugno 1974) è un direttore d'orchestra statunitense.

## Biografia
Si è laureato presso il Conservatorio di Musica Oberlin College, con una laurea in tromba. I suoi insegnanti di direzione orchestrale sono stati Peter Jaffe, Eiji Oue e Robert Spano.
Christie si è imposto all'attenzione internazionale nel 1995, quando ha ricevuto un premio speciale per "potenziale straordinario" al First International Sibelius Conductor’s Competition di Helsinki a 21 anni. Dopo il concorso diventò apprendista direttore con la Chicago Symphony Orchestra e successivamente ha lavorato con Daniel Barenboim, dirigendo sia a Chicago che presso la Berlin State Opera. Dal 1996 al 1998 è stato direttore associato della Orchestra filarmonica di Helsinki. Franz Welser-Möst chiamò Christie come direttore assistente all'Opera di Zurigo per la stagione 1997-1998.
Christie è diventato il direttore musicale del Festival di Musica del Colorado (CMF) a Boulder nel 2000. Nel mese di ottobre 2011, CMF ha annunciato di aver prolungato il contratto di Christie per altri cinque anni. Tuttavia, nel novembre 2012, Christie si è dimesso da direttore musicale del Festival di Musica del Colorado, effittivo dopo la stagione del 2013, prima del previsto prolungamento di contratto.
Dal 2001 al dicembre 2004, Christie è stato direttore principale dell'Orchestra Sinfonica del Queensland. Nel dicembre 2004, Christie fu nominato direttore musicale della Phoenix Symphony, con un contratto iniziale di 5 anni dal 2005 al 2010. Nel febbraio 2008, l'orchestra ha annunciato l'estensione del suo contratto al 2015. Tuttavia, nel gennaio 2012, l'orchestra annunciò di aver modificato il termine del mandato di Christie con la Phoenix Symphony, dopo la stagione 2012-2013. In segno di gratitudine per i suoi otto anni di lavoro come maestro dell'orchestra, il consiglio di amministrazione della Phoenix Symphony lo nominò direttore musicale laureato nel 2013. Con la Phoenix Symphony, Christie ha registrato la musica di Mark Grey per l'etichetta Naxos Records.
Nell'agosto del 2005, Christie fu nominato 5° direttore musicale della Brooklyn Philharmonic, con un contratto iniziale di 3 anni. Il suo primo concerto con la Brooklyn Philharmonic come direttore musicale avvenne nel febbraio 2006. Nel settembre 2007 la Brooklyn Philharmonic annunciava l'estensione del contratto di Christie con l'orchestra fino alla stagione 2009-2010, con una clausola evergreen per consentire il rinnovo annuale. Il suo mandato alla Brooklyn Philharmonic si è concluso nel giugno 2010.
Nel gennaio 2012, la Minnesota Opera ha annunciato la nomina di Christie come suo direttore musicale a partire dalla stagione 2012-2013. Nel febbraio 2014 il contratto di Michael Christie con la Minnesota Opera è stato esteso alla stagione 2017-2018.
Mentre era in Australia, Christie ha incontrato la sua futura moglie Alexis, un medico. La coppia si sposò nel 2006 e hanno due figli.